# John Forbes-Robertson
John Forbes-Robertson (Worthing, 10 maggio 1928 – Londra, 6 maggio 2008) è stato un attore inglese.
Conosciuto principalmente per aver interpretato il Conte Dracula nel film della Hammer La leggenda dei 7 vampiri d'oro (1974), nono ed ultimo della serie, al posto del rinunciatario Christopher Lee.

## Filmografia parziale
- La battaglia di Rio della Plata (The Battle of the River Plate), regia di Michael Powell ed Emeric Pressburger (1956)
- La leggenda dei 7 vampiri d'oro (The Legend of the 7 Golden Vampires), regia di Roy Ward Baker (1974)
- Venom, regia di Piers Haggard (1981)
- Space Vampires (Lifeforce), regia di Tobe Hooper (1985)